# Passeport turc
Le passeport turc est un document de voyage international délivré aux ressortissants turcs, et qui peut aussi servir de preuve de la citoyenneté turque. En 2019, selon The Passport Index, il est classé 90e, et selon The Henley Passport Index, 52e en termes de liberté de voyages internationaux.

## Description

### Cadre légal
Le passeport turc est régie par la loi no 5682 sur le passeport (Pasaport Kanunu) du 15 juillet 1950.

### Types
Il existe quatre types de passeport turc :
- le passeport ordinaire (Umuma mahsus pasaport) ou marron (Bordo pasaport), délivré à la majorité des ressortissants turcs ;
- le passeport spécial (Hususi pasaport) ou vert (Yeşil pasaport), délivré notamment aux anciens parlementaires, certains fonctionnaires ou retraités de la fonction publique et maires ;
- le passeport de service (Hizmet pasaportu) ou gris (Gri pasaport), délivré aux sportifs, membres du Croissant-Rouge ou encore d'autres organisations internationales, etc. ;
- le passeport diplomatique (Diplomatik pasaport) ou noir (Siyah pasaport), délivré aux agents diplomatiques tels que les ambassadeurs ou encore les négociateurs et les juges importants.

## Caractéristiques
Depuis le 1er juin 2010, le passeport turc est biométrique et compatible avec les nouvelles normes de l'Organisation de l'aviation civile internationale (OACI). À partir de 2018, il est imprimé en polycarbonate en accord avec les normes européennes.

## Carte des exigences en matière de visa

Exigences de visa pour les titulaires de passeports ordinaires turcs
République de Turquie
Visa non requis
Visa à l'arrivée
e-Visa
Visa disponible à l'arrivée ou en ligne
Visa requis

Exigences de visa pour les titulaires de passeports turcs spéciaux, de service et diplomatiques
République de Turquie
Visa non requis pour les titulaires de passeports spéciaux, de service et diplomatiques
Visa non requis pour les titulaires d'un passeport diplomatique
Visa requis

En 2024, les citoyens turcs bénéficiaient d'un accès sans visa ou visa à l'arrivée dans 118 pays et territoires, classant le passeport turc au 52e rang mondial selon le Henley Passport Index.
La Turquie est le seul pays candidat à l'adhésion à l'UE dont les citoyens ont encore besoin d'un visa pour voyager dans les pays membres de l'Union européenne. Cependant, l'Union européenne envisage d'introduire l'exemption de visa pour les citoyens turcs. Ainsi que les États-Unis classent la Turquie parmi les pays aspirants à être inclus dans le programme d'exemption de visa.